# Mecanisme Europeu d'Estabilització

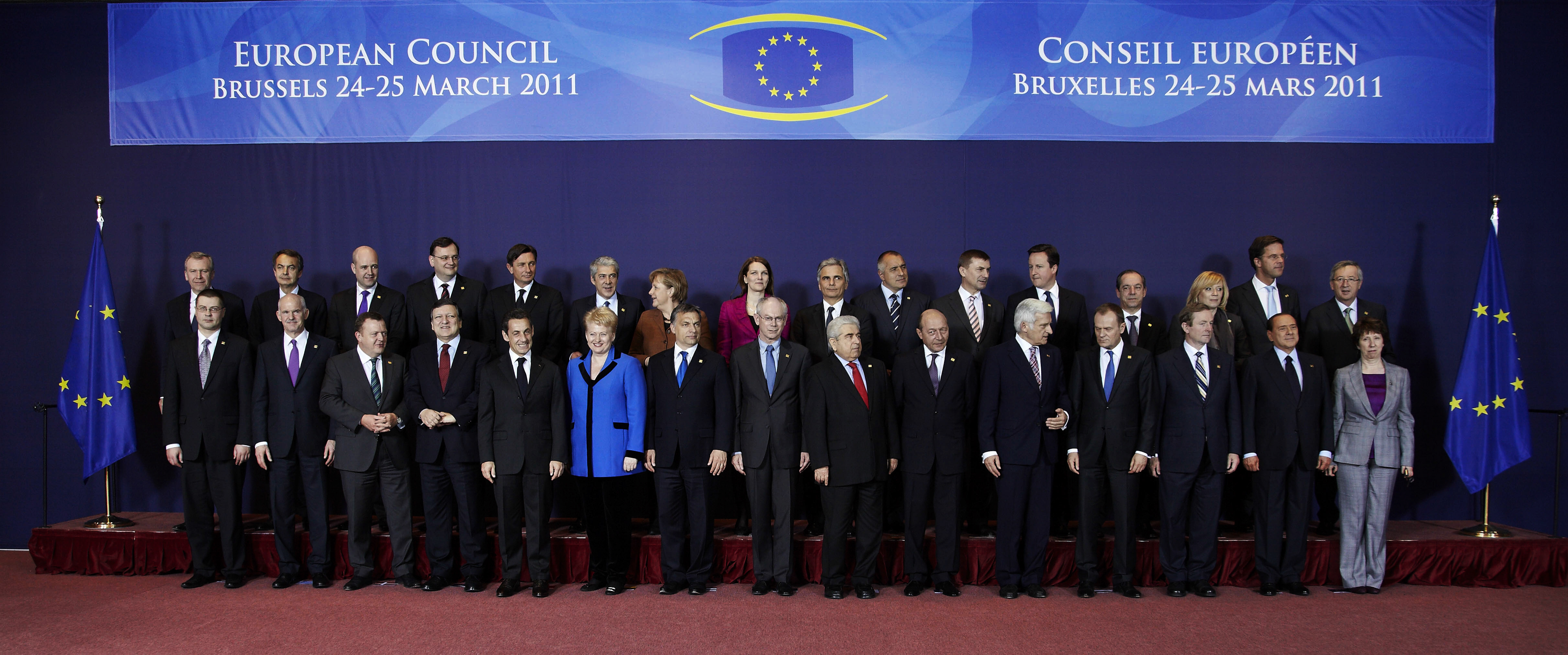
Fotografia dels líders europeus en Consell Europeu del 24 i 25 de març del 2011 que aprovà la creació del Mecanisme Europeu d'Estabilització.

El Mecanisme Europeu d'Estabilització (MEDE) (en anglès: European Stability Mechanism, ESM) és un organisme intergovernamental creat pel Consell Europeu com un mecanisme permanent per a la salvaguarda de l'estabilitat financera de la zona euro el març de 2011, però que no entrarà en vigor fins a l'1 de juliol de 2012, i substituirà els mecanismes temporals endegats arran de la crisi del deute sobirà europeu aprovats anteriorment, —el Fons Europeu d'Estabilitat Financera (FEEF) i el Mecanisme Europeu d'Estabilitat Financera (MEEF)—, per bé que al llarg del 2012 coexistiran tots els tres organismes.

## Aprovació
El Consell Europeu del 16 de desembre del 2010 acordà modificar l'article 136 del Tractat de Funcionament de la Unió Europea per permetre als països el moneda és l'euro establir un mecanisme permanent que garantís l'estabilitat financera de la zona de l'euro en el seu conjunt.

## Administració del mecanisme i funcionament
El Consell de Governadors, que estarà format pels ministres d'Economia i Finances dels països de la zona de l'euro, serà l'encarregat d'adoptar les decisions de més transcendència. Un Consell d'Administració, nomenat pels països de la zona euro, exercirà les comeses específics que li delegui el Consell de Governadors.
El MEDE, sota unes condicions estrictes, facilitarà ajuda financera en forma de crèdit als països de la zona euro que pateixin greus problemes de finançament. Aquesta ajuda financera s'activarà únicament quan es rebi la petició d'algun país de la zona de l'euro. La Comissió Europea, l'FMI, i el Banc Central Europeu hauran d'avaluar el risc per a l'estabilitat financera de la zona euro en el seu conjunt i analitzaran la sostenibilitat del deute públic del país que pretén sol·licitar l'ajuda. Si es conclou que un programa d'ajust macroeconòmic podria reconduir el deute públic a una via sostenible, s'avaluaran les necessitats de finançament i es negociarà el programa d'ajuda que es formalitzaria en un Conveni de Cooperació.

## Finançament

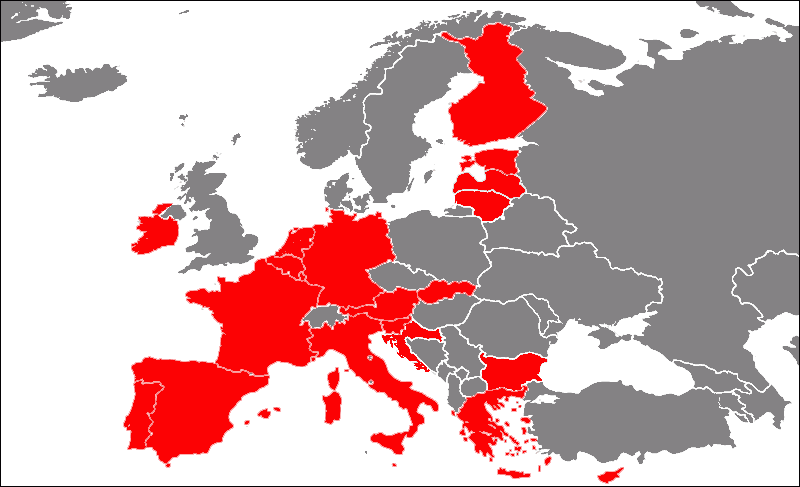
Estats adscrits al MEDE

El capital fixat del Mecanisme és de 500.000 milions d'euros, dels quals 80.000 milions d'euros seran capital desemborsat i la resta seran capital exigible. El capital desemborsat s'aportarà a partir de juliol de 2013, en cinc termini anuals iguals. També es finançarà mitjançant l'emissió de valors diferents d'accions.
| Estats adscrits al MEDE | Percentatge de contribucions | Nombre d'accions | Capital sotscrit (€) | PIB Nominal 2010 (milions de US$) |
| ----------------------- | ---------------------------- | ---------------- | -------------------- | --------------------------------- |
| Alemanya                | 27.1464%                     | 1,900,248        | 190,024,800,000      | 3,315,643                         |
| França                  | 20.3859%                     | 1,427,013        | 142,701,300,000      | 2,582,527                         |
| Itàlia                  | 17.9137%                     | 1,253,959        | 125,395,900,000      | 2,055,114                         |
| Espanya                 | 11.9037%                     | 833,259          | 83,325,900,000       | 1,409,946                         |
| Holanda                 | 5.717%                       | 400,190          | 40,019,000,000       | 783,293                           |
| Bèlgica                 | 3.4771%                      | 243,397          | 24,339,700,000       | 465,676                           |
| Grècia                  | 2.8167%                      | 197,169          | 19,716,900,000       | 305,415                           |
| Austria                 | 2.7834%                      | 194,838          | 19,483,800,000       | 376,841                           |
| Portugal                | 2.5092%                      | 175,644          | 17,564,400,000       | 229,336                           |
| Finlandia               | 1.7974%                      | 125,818          | 12,581,800,000       | 239,232                           |
| Irlanda                 | 1.5922%                      | 111,454          | 11,145,400,000       | 204,261                           |
| Eslovàquia              | 0.824%                       | 57,680           | 5,768,000,000        | 86,262                            |
| Eslovènia               | 0.4276%                      | 29,932           | 2,993,200,000        | 46,442                            |
| Luxemburg               | 0.2504%                      | 17,528           | 1,752,800,000        | 52,433                            |
| Xipre                   | 0.1962%                      | 13,734           | 1,373,400,000        | 22,752                            |
| Estònia                 | 0.186%                       | 13,020           | 1,302,000,000        | 19,220                            |
| Malta                   | 0.0731%                      | 5,117            | 511,700,000          | 7,801                             |

## Entrada en funcionament
Fou concebut inicialment per estar operatiu el juliol de 2013 però l'agreujament de la crisi del deute sobirà europeu n'accelerà l'entrada en vigor el 2012. Aquest mecanisme substituirà els mecanismes temporals endegats arran de la crisi del deute sobirà europeu aprovades fins aleshores, —el Fons Europeu d'Estabilitat Financera (FEEF) i el Mecanisme Europeu d'Estabilitat Financera (MEEF)—, per bé que al llarg del 2012 coexistiran tots els tres organismes.
El ministre alemany de Finances Wolfgang Schäuble va manifestar el 25 de desembre del 2011 que s'hauria d'accelerar la implantació del MEDE i augmentar-ne la dotació econòmica encara que això tingués uns efectes significatius sobre els pressupostos alemanys del 2012.